# 내명부
내명부(內命婦)는 조선시대 궁중에 있는 왕비와 후궁, 그리고 이들을 모시는 여자 관리(궁녀)를 통틀어 일컫는 말이다. 조선 초기에는 궁녀 조직을 내관(內官) 또는 여관(女官) 등으로 불렀으나 경국대전에서 내명부로 명시되었다. 내명부의 상대 개념으로 왕족과 관리의 아내를 일컫는 외명부(外命婦)가 있다. 임금의 딸인 공주와 옹주, 세자의 딸인 군주, 현주 등은 외명부에 속한다. 이러한 내·외명부의 최고 권한은 원래는 중전(中殿) 즉, 왕비에게 있기 때문에 국왕도 내명부 일에는 간섭하지 않는 것이 관례였다.

## 내관
왕을 직접 모시는 이들로 후궁들이 이에 속한다. 내관은 간택을 통해 입궁한 양반가 출신과 왕의 승은을 입은 궁녀가 있었고, 혹은 궁의 잡일을 하던 무수리가 승은을 입어 빈까지 오른 경우도 있었다. 간택을 통한 양반가 출신의 후궁으로는 성종 조에 귀인 남씨,귀인 엄씨, 중종 조에 경빈 박씨, 희빈 홍씨, 선조 조에 광해군을 낳은 공빈 김씨, 정조 조에 원빈 홍씨, 화빈 윤씨, 수빈 박씨 등이 있으며, 궁녀에서 승은을 입어 후궁이 된 사람으로는 태종 조에 효빈 김씨, 세종 조에 신빈 김씨, 혜빈 양씨, 중종 조에 창빈 안씨(선조의 친할머니), 선조 조에 인빈 김씨, 인조 조에 귀인 조씨, 영조 조에 영빈 이씨(사도세자의 어머니), 정조 조에 의빈 성씨(문효세자의 어머니) 등이 있다. 중인의 신분으로 궁녀부터 출발하여 왕비의 자리까지 오른 희빈 장씨와 잡일을 도맡아하던 무수리에서 빈의 자리까지 오른 숙빈 최씨는 특별 케이스로 취급된다.
왕비는 무품인 비(妃)이며, 내명부와 외명부 어디에도 속하지는 않으나, 내·외명부의 수장이다. 그에 반해 내관들은 임금에게 첩지를 하사받는 신하의 입장이었다. 왕비는 남편인 왕이 승하하고 그 자리에 세자(친아들 혹은 서자 혹은 방계)가 즉위할 경우 대비(大妃)가 되며, 왕실의 웃어른이 된다. 다만 반정으로 왕이 폐서인 되거나, 죽을 경우 왕비는 남편과 함께 폐서인이 되어 쫓겨난다. 조선 초에는 왕비가 사망한 후 간택후궁들에 한해서 중전에 오르곤 했었다. 문종의 비 현덕왕후 권씨(顯德王后 權氏, 세자빈 폐출 후 경혜공주를 낳은 공으로 세자빈으로 진봉), 예종의 비 안순왕후 한씨(安順王后 韓氏, 상왕이 된 세조의 명으로 세자빈으로 진봉), 성종의 비 폐비 윤씨(廢妃 尹氏), 정현왕후 윤씨(貞顯王后 尹氏), 중종의 비 장경왕후 윤씨(章敬王后 尹氏, 단경왕후 폐출 후 왕비로 책봉)가 그 예였다. 
하지만 숙종이 무고의 옥 이후 후궁이 왕비 자리에 오를 수 없는 것을 법제화하면서 후궁들은 왕비가 될 수 없었다. 순헌황귀비 엄씨(純獻皇貴妃 嚴氏)가 그 대표적인 예로, 명성황후 민씨(明成皇后 閔氏) 사후 정비의 역할을 대리 수행했으나, 숙종이 만든 법으로 인해 정실인 황후가 아닌 후궁인 황귀비 자리에 머물러야만 했다. 다만, 왕을 낳은 사친(私親, 친어머니)들을 특별히 우대하여 칠궁(七宮)이라는 사당에 신주를 모시고 제사를 지내기도 하였다.

#### 세자궁
왕세자와 왕세자빈이 거처하는 궁전을 세자궁(世子宮)이라 하였는데, 경복궁 동쪽에 위치하였기에 동궁(東宮)이라고도 하였다. 내명부와 마찬가지로 세자궁에도 왕세자를 직접 모시는 내관을 따로 두었는데, 이들은 내명부 소속임과 동시에 세자궁 소속이었다. 간택된 내명부 내관들이 종2품 숙의(淑儀)로 시작하는 것과 달리, 세자궁은 간택 후궁도 종5품 소훈(昭訓)부터 시작하였다. 조선 조에 세자의 후궁이 그렇게 많지 않았기 때문에 승은 후궁은 보통 종6품 수칙(守則)으로 시작한 듯 보인다.
왕세자빈은 무품 빈(嬪)이며, 내명부 정1품 빈과 차이가 있다. 왕세자빈은 세자궁의 수장이자, 차기 내명부의 수장이 될 사람이지만 내명부 정1품 빈은 내관에 불과하기 때문에 둘을 동일선상에 두어서는 안 된다. 
- 노랑: 수장

| 품계           | 품계           | 내명부 (內命婦) | 세자궁 (世子宮) |
| -------------- | -------------- | --------------- | --------------- |
| 무계 (無階)    | 극상 (極上)    | 대비 (大妃)     |                 |
| 무계 (無階)    | 상 (上)        | 왕비 (王妃)     |                 |
| 무계 (無階)    | 하 (下)        |                 | 세자빈 (世子嬪) |
| 정1품 (正一品) | 정1품 (正一品) | 빈 (嬪)         |                 |
| 종1품 (從一品) | 종1품 (從一品) | 귀인 (貴人)     |                 |
| 정2품 (正二品) | 정2품 (正二品) | 소의 (昭儀)     |                 |
| 종2품 (從二品) | 종2품 (從二品) | 숙의 (淑儀)     | 양제 (良娣)     |
| 정3품 (正三品) | 정3품 (正三品) | 소용 (昭容)     |                 |
| 종3품 (從三品) | 종3품 (從三品) | 숙용 (淑容)     | 양원 (良媛)     |
| 정4품 (正四品) | 정4품 (正四品) | 소원 (昭媛)     |                 |
| 종4품 (從四品) | 종4품 (從四品) | 숙원 (淑媛)     | 승휘 (承徽)     |
| 정5품 (正五品) |                |                 |                 |
| 종5품 (從五品) | 종5품 (從五品) |                 | 소훈 (昭訓)     |

## 왕의 서출 또는 방계로 왕위에 오른 인물
- 조선 14대 왕: 선조 (중종과 창빈 안씨의 아들 덕흥대원군의 3남)→명종과 인순왕후에게 출계
- 조선 15대 왕: 광해군 (선조와 공빈 김씨의 차남)→명나라의 세자책봉고명을 받지 못한 채 즉위
- 조선 16대 왕: 인조 (선조와 인빈 김씨의 아들 정원군의 장남)
- 조선 20대 왕: 경종 (숙종과 희빈 장씨의 아들)→인현왕후에게 입적
- 조선 21대 왕: 영조 (숙종과 숙빈 최씨의 아들)→인원왕후에게 입적
- 조선 23대 왕: 순조 (정조와 수빈 박씨의 아들)→효의왕후에게 입적
- 조선 25대 왕: 철종 (사도세자의 후손, 은언군의 손자, 전계대원군의 3남)→순조와 순원왕후에게 출계
- 조선 26대 왕: 고종 (인조의 3남 인평대군의 후손, 연령군-낙천군-은신군 가계로 출계한 남연군의 손자, 흥선대원군의 차남)→익종과 신정왕후에게 출계

## 궁관

### 《경국대전》의 내명부 제도
- 정5품 - 상궁(尙宮), 상의(尙儀)
- 종5품 - 상복(尙服), 상식(尙食)
- 정6품 - 상침(尙寢), 상공(尙功)
- 종6품 - 상정(尙正), 상기(尙記)
- 종6품 - 수규(守閨), 수칙(守則) : 세자궁(世子宮)
- 정7품 - 전빈(典賓), 전의(典衣), 전선(典膳)
- 종7품 - 전설(典設), 전제(典製), 전언(典言)
- 종7품 - 장찬(掌饌), 장정(掌正) : 세자궁(世子宮)
- 정8품 - 전찬(典贊), 전식(典飾), 전약(典藥)
- 종8품 - 전등(典燈), 전채(典采), 전정(典正)
- 종8품 - 장서(掌書), 장봉(掌縫) : 세자궁(世子宮)
- 정9품 - 주궁(奏宮), 주상(奏商), 주각(奏角)
- 종9품 - 주변징(奏變徵), 주징(奏徵), 주우(奏羽), 주변궁(奏變宮)
- 종9품 - 장장(掌藏), 장식(掌食), 장의(掌醫) : 세자궁(世子宮)

무수리는 궁관에 속하지 않으며, 세자궁에는 종6품에서 종9품까지만 있었다.

## 같이 보기
- 궁녀
- 외명부
- 조선로동당 중앙당 5과